# Gerhard Heufert
Gerhard Heufert (geb. 1951) ist ein deutscher Germanist, Heilerzieher, Sonderpädagoge und Autor.
Heufert ist im Bereich der Heilpädagogik tätig. Er ist auch Keramiker. Bekannt ist Heufert über seine Veröffentlichungen zu Johannes Daniel Falk, hat aber auch einen Roman über diesen geschrieben. Möglich wurden seine Recherchen zu Falk u. a. durch ein zweimonatiges Stipendium der Klassikstiftung Weimar.

## Werke (Auswahl)
- Gerhard Heufert: Johannes Daniel Falk: Satiriker, diplomat und Sozialpädagoge, WtV, Weimar 2008. ISBN 978-3-939964-15-5
- Gerhard Heufert: „Hier ist ja dein Vater: Johannes Falk!“ Lebensspuren des Heinrich Holzschuhers, Vollenders des „O du fröhliche“. In: Christian Hain (Hrsg.): Neue Falkiana. Forschungen zu Johannes Daniel Falk, seinem Werk und seiner Zeit. Lumpeter & Lasel, Eutin 2018, ISBN 978-3-946298-13-7.
- Gerhard Heufert: Der Narr von Weimar. Mutmassungen und Tatsachen aus dem Leben des Johannes Daniel Falk, nebst Äußerungen von ihm selbst., Verlag Ch. Möllmann, Borchen – Schloss Hamborn 2006. ISBN 978-3-89979-057-3.
- Gerhard Heufert: Johannes Daniel Falk : Poet und Pädagoge, Weimarer Verl.-Ges., Weimar 2013. ISBN 978-3-86539-689-1.
- Johannes Daniel Falk: Goethe aus näherm Umgange dargestellt, Leipzig 1832, neu herausgegeben mit einer Einführung von Gerhard Neufert (Weimarer Texte), Weimar 2010.
- Gerhard Heufert: Das Vorwerk, Verlag Ch. Möllmann,	Borchen, 2003.

| Personendaten    | Personendaten                                               |
| ---------------- | ----------------------------------------------------------- |
| NAME             | Heufert, Gerhard                                            |
| KURZBESCHREIBUNG | deutscher Germanist, Heilerzieher, Sonderpädagoge und Autor |
| GEBURTSDATUM     | 1951                                                        |